# علیرضا حسنوند
علیرضا حسنوند (زادهٔ ۱ آذر ۱۳۷۶) کشتی‌گیر فرنگی‌کار ایرانی است.

## فعالیت کشتی

### نوجوانان
حسنوند در انتخابی تیم ملی نوجوانان ایران سال ۲۰۱۸ که در سیرجان برگزار می‌شد، به عنوان نمایندهٔ لرستان شرکت کرد و به مقام دوم دست یافت. او سپس در اردوی تیم نوجوانان شرکت کرد و برای حضور در مسابقات قهرمانی آسیا در این رده انتخاب شد.

### جوانان
علیرضا حسنوند رقابت‌های بین‌المللی کشتی زیر ۲۳ سال جام پتکو سیراکوف و ایوان ایلی‌اف در بخش آزاد و فرنگی در وزن ۱۳۰ کیلوگرم موفق به کسب مدال برنز شد.